# Associazione Calcio Chievo 1988-1989
Questa voce raccoglie le informazioni riguardanti l'Associazione Calcio Chievo nelle competizioni ufficiali della stagione 1988-1989.

## Stagione
Nella stagione 1988-1989 il Chievo disputò il suo terzo campionato di Serie C2. La stagione si concluse con la vittoria del girone e la promozione in Serie C1.

## Rosa
| N. |                   | Ruolo | Calciatore               |
| -- | ----------------- | ----- | ------------------------ |
|    | Italia (bandiera) | P     | Valentino De Grandi      |
|    | Italia (bandiera) | P     | Enzo Zanin               |
|    | Italia (bandiera) | D     | Massimo Beghetto         |
|    | Italia (bandiera) | D     | Maurizio D'Angelo        |
|    | Italia (bandiera) | D     | Rolando Maran (capitano) |
|    | Italia (bandiera) | D     | Beniamino Montagni       |
|    | Italia (bandiera) | D     | Ivan Moretto             |
|    | Italia (bandiera) | D     | Pier Luigi Nicoli        |
|    | Italia (bandiera) | D     | Werner Seeber            |
|    | Italia (bandiera) | C     | Gigi Perlina             |

| N. |                   | Ruolo | Calciatore       |
| -- | ----------------- | ----- | ---------------- |
|    | Italia (bandiera) | C     | Valter Curti     |
|    | Italia (bandiera) | C     | Paolo Galli      |
|    | Italia (bandiera) | C     | Dario Lazzarin   |
|    | Italia (bandiera) | A     | Michele Cossato  |
|    | Italia (bandiera) | A     | Flavio Fiorio    |
|    | Italia (bandiera) | A     | Alessio Florio   |
|    | Italia (bandiera) | A     | Giuseppe Folli   |
|    | Italia (bandiera) | A     | Giovanni Sartori |
|    | Italia (bandiera) |       | Tosi             |
|    | Italia (bandiera) |       | Mancini          |

## Risultati

### Serie C2

#### Girone di andata
| 11 settembre 1988 1ª giornata | Chievo | 1 – 0 | Forlì |  |

| 18 settembre 1988 2ª giornata | Ospitaletto | 0 – 1 | Chievo |  |

| 23 settembre 1988 3ª giornata | Novara | 1 – 0 | Chievo |  |

| 2 ottobre 1988 4ª giornata | Chievo | 0 – 0 | Carpi |  |

| 9 ottobre 1988 5ª giornata | Treviso | 0 – 1 | Chievo |  |

| 16 ottobre 1988 6ª giornata | Chievo | 1 – 0 | Pro Sesto |  |

| 23 ottobre 1988 7ª giornata | Giorgione | 0 – 1 | Chievo |  |

| 30 ottobre 1988 8ª giornata | Chievo | 1 – 1 | Pergocrema |  |

| 6 novembre 1988 9ª giornata | Suzzara | 0 – 3 | Chievo |  |

| 13 novembre 1988 10ª giornata | Chievo | 0 – 0 | Orceana |  |

| 20 novembre 1988 11ª giornata | Chievo | 5 – 0 | Pordenone |  |

| 27 novembre 1988 12ª giornata | Ravenna | 0 – 0 | Chievo |  |

| 4 dicembre 1988 13ª giornata | Chievo | 2 – 1 | Telgate |  |

| 11 dicembre 1988 14ª giornata | Juventus Domo | 0 – 0 | Chievo |  |

| 18 dicembre 1988 15ª giornata | Chievo | 0 – 0 | Varese |  |

| 1º gennaio 1989 16ª giornata | Sassuolo | 2 – 0 | Chievo |  |

| 8 gennaio 1989 17ª giornata | Chievo | 1 – 0 | Legnano |  |

#### Girone di ritorno
| 15 gennaio 1989 18ª giornata | Forlì | 2 – 0 | Chievo |  |

| 22 gennaio 1989 19ª giornata | Chievo | 5 – 1 | Ospitaletto |  |

| 5 febbraio 1989 20ª giornata | Chievo | 2 – 0 | Novara |  |

| 12 febbraio 1989 21ª giornata | Carpi | 0 – 0 | Chievo |  |

| 19 febbraio 1989 22ª giornata | Chievo | 1 – 0 | Treviso |  |

| 5 marzo 1989 23ª giornata | Pro Sesto | 0 – 2 | Chievo |  |

| 12 marzo 1989 24ª giornata | Chievo | 2 – 0 | Giorgione |  |

| 19 marzo 1989 25ª giornata | Pergocrema | 1 – 1 | Chievo |  |

| 25 marzo 1989 26ª giornata | Chievo | 0 – 0 | Suzzara |  |

| 9 aprile 1989 27ª giornata | Orceana | 0 – 0 | Chievo |  |

| 16 aprile 1989 28ª giornata | Pordenone | 0 – 1 | Chievo |  |

| 23 aprile 1989 29ª giornata | Chievo | 1 – 1 | Ravenna |  |

| 30 aprile 1989 30ª giornata | Telgate | 0 – 2 | Chievo |  |

| 4 maggio 1989 31ª giornata | Chievo | 1 – 0 | Juventus Domo |  |

| 21 maggio 1989 32ª giornata | Varese | 1 – 1 | Chievo |  |

| 28 maggio 1989 33ª giornata | Chievo | 4 – 2 | Sassuolo |  |

| 4 giugno 1989 34ª giornata | Legnano | 2 – 1 | Chievo |  |

## Statistiche

### Statistiche dei giocatori
| Giocatore    | Serie C2 | Serie C2 | Coppa Italia Serie C | Coppa Italia Serie C | Totale   | Totale |
| Giocatore    | Presenze | Reti     | Presenze             | Reti                 | Presenze | Reti   |
| ------------ | -------- | -------- | -------------------- | -------------------- | -------- | ------ |
| M. Beghetto  | 24       | 2        | ?                    | ?                    | 24+      | 2+     |
| M. Cossato   | 10       | 1        | ?                    | ?                    | 10+      | 1+     |
| V. Curti     | 33       | 3        | ?                    | ?                    | 33+      | 3+     |
| V. De Grandi | 5        | -6       | ?                    | ?                    | 5+       | -6+    |
| M. D'Angelo  | 16       | 0        | ?                    | ?                    | 16+      | 0+     |
| A. Florio    | 9        | 1        | ?                    | ?                    | 9+       | 1+     |
| F. Fiorio    | 33       | 15       | ?                    | ?                    | 33+      | 15+    |
| G. Folli     | 32       | 9        | ?                    | ?                    | 32+      | 9+     |
| P. Galli     | 18       | 1        | ?                    | ?                    | 18+      | 1+     |
| D. Lazzarin  | 34       | 4        | ?                    | ?                    | 34+      | 4+     |
| Mancini      | 1        | 0        | ?                    | ?                    | 1+       | 0+     |
| R. Maran     | 33       | 2        | ?                    | ?                    | 33+      | 2+     |
| B. Montagni  | 32       | 0        | ?                    | ?                    | 32+      | 0+     |
| I. Moretto   | 30       | 2        | ?                    | ?                    | 30+      | 2+     |
| P.L. Nicoli  | 28       | 1        | ?                    | ?                    | 28+      | 1+     |
| W. Seeber    | 28       | 0        | ?                    | ?                    | 28+      | 0+     |
| G. Perlina   | 26       | 0        | ?                    | ?                    | 26+      | 0+     |
| G. Sartori   | 10       | 0        | ?                    | ?                    | 10+      | 0+     |
| Tosi         | 1        | 0        | ?                    | ?                    | 1+       | 0+     |
| E. Zanin     | 30       | -9       | ?                    | ?                    | 30+      | -9+    |